# Джон Гальда Макдугалл
Джон Гальда Макдугалл, также известный как Джон Макдугалл (англ. John Gallda MacDougall; умер в периоде между 1371 и 1377 годами) — шотландский магнат XIV века. Внук Джона Макдугалла, лорда Аргайла, человека, который был вынужден покинуть Шотландию в первой трети XIV века. Именно при Джоне Гальде руководство Макдугалла возродилось в Шотландии после нескольких поколений пребывания в изгнании в Англии.
К середине века Джон Гальда женился на Иоанне Айзек, племяннице Давида II, короля Шотландии, и восстановил контроль над частью родовых владений клана Макдугалл в Аргайле. Благосклонность, оказанная Макдугаллам шотландской короной, по-видимому, была тактикой держать под контролем ближайших магнатов, таких как Джон Макдональд, лорд Островов, который возглавлял региональных соперников Макдугаллов, Макдональдов. Хотя Джон Гальда пользовался тесными связями с династией Брюсов, с последующим восшествием на королевский трон Роберта II, и началом правления династии Стюартов Макдугаллы быстро впали в немилость. Джон Гальда был последним из Макдугаллов, кому достался титул лорда Лорна. У него и Джоанны было две законные дочери, через которых перешло лордство, в то время как руководство кланом Макдугалл перешло к его незаконнорожденному сыну.

## Происхождение

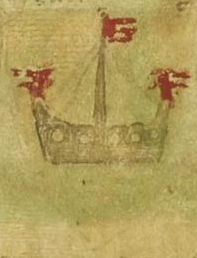
Герб лорда Аргайла в том виде, в каком он фигурирует в Баллиольском свитке XIV века. Он соответствует печати прадеда Джона Гальды, Александра Макдугала, лорда Аргайла

Джон Гальда был сыном Аллана Макдугалла из Аргайла (упоминается в 1319 году), который, в свою очередь, был сыном Джона Макдугала, лорда Аргайла (умер в 1316 году). Эпитет Гальда может означать «иностранец», «англизированный» или «низменный». Гальда не был неслыханным эпитетом и, по-видимому, присваивался людям, свободно владеющим шотландским или английским языками, или людям, которые провели время либо в Англии, либо в негэльских районах Шотландии.
Вышеупомянутый дед Джона Гальды, Джон Макдугалл, был тесно связан с Коминами и, следовательно, был постоянным противником Роберта I Брюса, короля Шотландии, и союзником королей Англии Эдуарда I и Эдуарда II. После поражения от Роберта I в битве при Брандерском перевале Джон Макдугалл бежал в Англию, где провел остаток жизни на службе английской короне. Он оставил по крайней мере двух сыновей и двух дочерей. Оба его сына, Юэн и Аллан Макдугаллы из Аргайла, были членами королевского двора Эдуарда II.
После смерти в 1329 году короля Шотландии Роберта I Брюса ему наследовал его малолетний сын Давид II Брюс (1329—1371). Королевство вскоре подверглось нападению Эдуарда Баллиола, поддерживаемого англичанами претендента на престол, и молодой Давид II был вынужден бежать во Францию. Со временем поддерживаемый англичанами Эдуард Баллиол (1332—1336) потерял поддержку знати и населения, что подросток Давид II смог вернуть отцовский трон в 1341 году. Через пять лет, в 1346 году, король Шотландии Давид II был захвачен англичанами в катастрофической военной кампании и содержался под стражей до его окончательного выкупа в 1357 году. Сам Джон Гальда вырос в Англии из-за изгнания своего отца и деда, и, вероятно, именно плен Давида II способствовал их объединению.

## Возвращение на родину

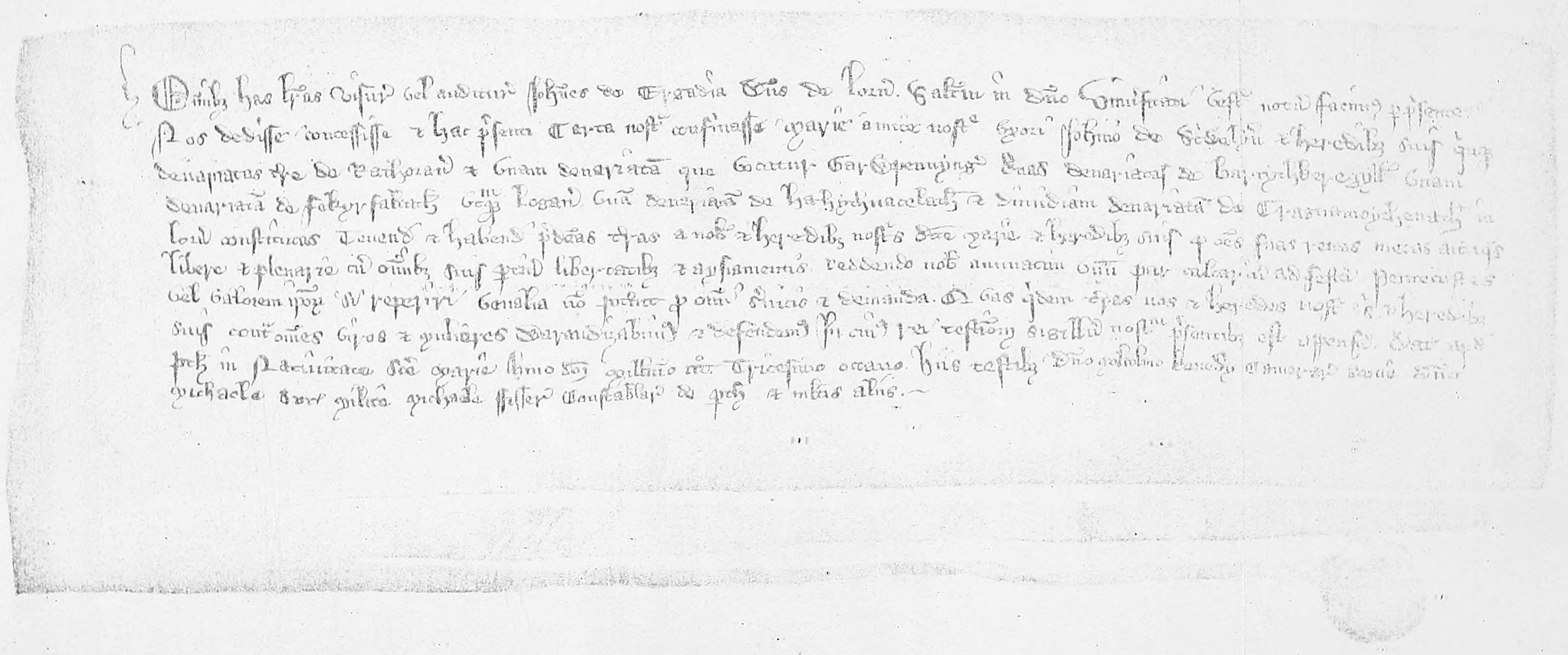
Факсимиле грамоты Джона Гальды сестре его отца, Марии, жене Джона Стирлинга. Джон Гальда пожаловал хартию в 1338 году, находясь на службе у англичан, во время оккупации Перта.

Дед Джона Гальды умер в 1316 году. История Макдугаллов в годы сразу после его смерти неясна. Исконные земли клана Макдугалл были конфискованы Робертом Брюсом и розданы его сторонника, таким как Макдональды, Кэмпбеллы и Маклины. В 1330-х годах, во время поддерживаемого англичанами вторжения Эдуарда Баллиола в Шотландию, Макдугаллы, по-видимому, попытались вернуться. Например, некий Юэн, возможно, дядя Джона Гальды, стал действовать на острове Лисмор в 1334 году. Джон Гальда зафиксирован в Шотландии в начале 1338 года, когда в качестве члена английского гарнизона в Перте он выдал земельный грант сестра своего отца, Мэри, жене Джона Стерлинга. В следующем 1339 году шотландцы под командованием Роберта Стюарта, стюарда Шотландии (умер в 1390 году), победили англичан в Перте. Затем Джон Гальда не упоминается в источниках до 1350-х годов, и, возможно, он был одним из людей под командованием барона Томаса Угтреда, командующего английскими войсками в Перте, которым было разрешено вернуться в Англию после успешной осады Роберта Стюарда.
За несколько лет до этого, в середине 1330-х годов, во время краткого правления Эдуарда Баллиола, магнат Джон Макдональд, лорд Островов (умер около 1387 года) перестал поддерживать изгнанного короля Давида II, продолжил называть себя лордом Островов и выразил свою преданность Эдуарду Баллиолу и его английскому сюзерену. Эдуард Баллиол быстро передал земли сторонников Давида Брюса своим преданным сторонникам. При этом большие участки Аргайлла были переданы в дар лорду Островов. В частности, ему были переданы острова Колонсей, Гиа, Айлей (половина), Джура, Льюис, Малл, Скай и материковые территории Арднамерхан, Кинтайр, Кнапдейл и Морверн. Эти гранты, таким образом, включали регионы, ранее принадлежавшие Макдугаллам и Мак-Руайридам, что, в свою очередь, могло указывать на то, что между лордом Островов и Эдуардом Баллиолом было достигнуто понимание того, что Макдугаллам было отказано в королевской поддержке в возвращении их прежних земли.

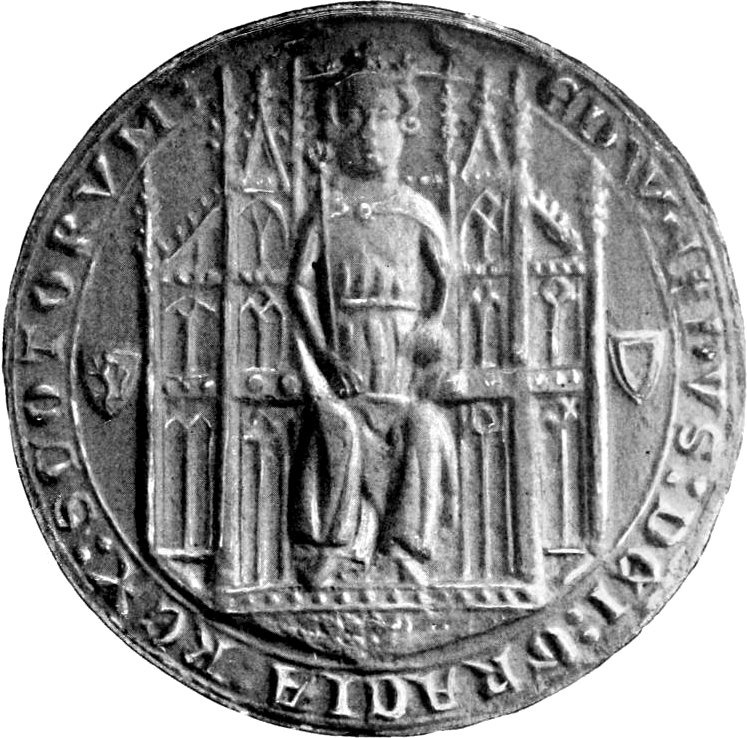
Печать Эдуарда Баллиола, короля Шотландии

По-видимому, Джон Гальда переехал в Шотландию в начале 1350-х годов, поскольку в следующий раз он появляется в записях в 1354 году, когда он и вышеупомянутый лорд Островов, человек, возглавлявший традиционных соперников Макдугаллов-Макдональдов, подписали договор о мире между собой. В договоре было ясно сказано, что Джон Гальда признает доминирование Джона Макдональда в регионе, а также контроль последнего над бывшими землями Макдугаллов, утраченными в правление отца Давида II. Кроме того, лорд Островов пожаловал Джону Гальде остров Колл и часть Тайри. Тот факт, что Джон Гальда должен был передать троих заложников до тех пор, пока замок Кэрн-на-Бург-Мор не окажется во владении Джона Макдональда, говорит о том, что по крайней мере одна из крепостей в спорных землях находилась тогда в руках Макдугаллов. Тот факт, что и Джон Макдональд, и Джон Гальда были сторонниками Эдуарда Баллиола в 1330-х годах, может свидетельствовать о том, что этот пакт Макдональда-Макдугалла и раздел территорий в нём были основаны на понимании, установленном во время правление Эдуарда Баллиола. Как бы то ни было, аналогичный договор был заключён между Джоном Гальдой и Арчибальдом Кэмпбеллом, лордом Лох-О (умер в 1385—1387 годах) в следующем году.

## Восстановление

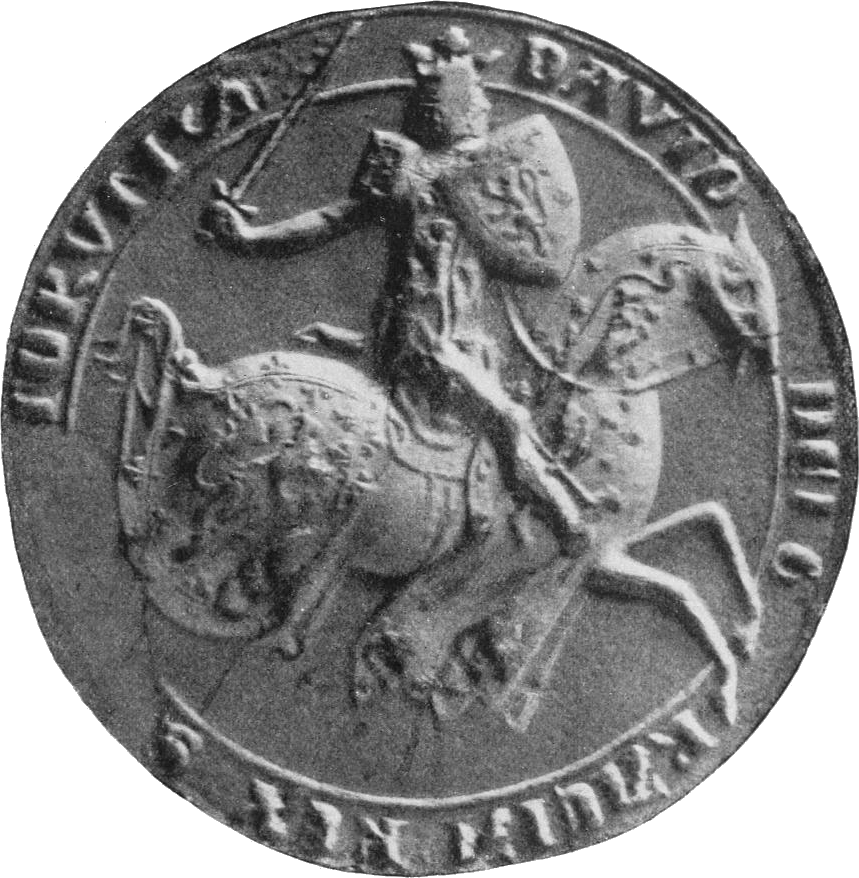
Печать короля Шотландии Давида II Брюса

Толчком к заключению вышеупомянутых соглашений, по-видимому, послужила перспектива возможного восстановления Макдугаллов на их исконных землях. Заключая эти контракты, Макдональды и Кэмпбеллы, по-видимому, пытались сохранить свои собственные владения, которые ранее входили в состав домена Макдугаллов. Перспектива возвращения Макдугалла, возможно, казалась угрожающей после продолжающихся переговоров по освобождению Давида II. Король наконец добился своего освобождения в 1357 году и примерно в следующем году предоставил Джону Гальде все владения и арендную плату, которые ранее принадлежали прадеду последнего, Александру Макдугаллу, лорду Аргайлу (умер в 1310 году). Кроме того, король даровал Джону Гальде некоторые крепости, находящиеся во владении лорда Островов. Это подарок мог относиться к замкам, описанным в вышеупомянутом соглашении 1354 года, и, следовательно, свидетельствовал о восстановлении Макдугалла на Малле и других островных территориях. Королевский грант 1357/1358 годов фактически аннулировал пожалованные его собственным отцом земли Лорн и Бендерлох Кэмпбеллам и отменил вышеупомянутый пакт Макдональда-Макдугалла от 1354 года.
Очевидно, что Джон Гальда, лорд Лорна, пользовался поддержкой при дворе короля Давида II Брюса. Эти двое, возможно, впервые встретились в Англии во время плена короля, и король, возможно, был ответственен за его переезд в Шотландию в начале 1350-х годов. Почти наверняка Давид II также был ответственен за женитьбу Джона Гальды на Джоанне Айзек, дочери родной сестры короля, Матильды Брюс. Сам союз датируется по меньшей мере 1362 годом и привел к тому, что король рассматривал Джона Гальду как своего племянника. Теоретически этот брак означал, что все дети Джона Гальды и Матильды Брюс потенциально обладали претендовать на престолонаследие, и может быть расценен как угроза главному претенденту на королевский трон Роберту Стюарту, племяннику Давида II.

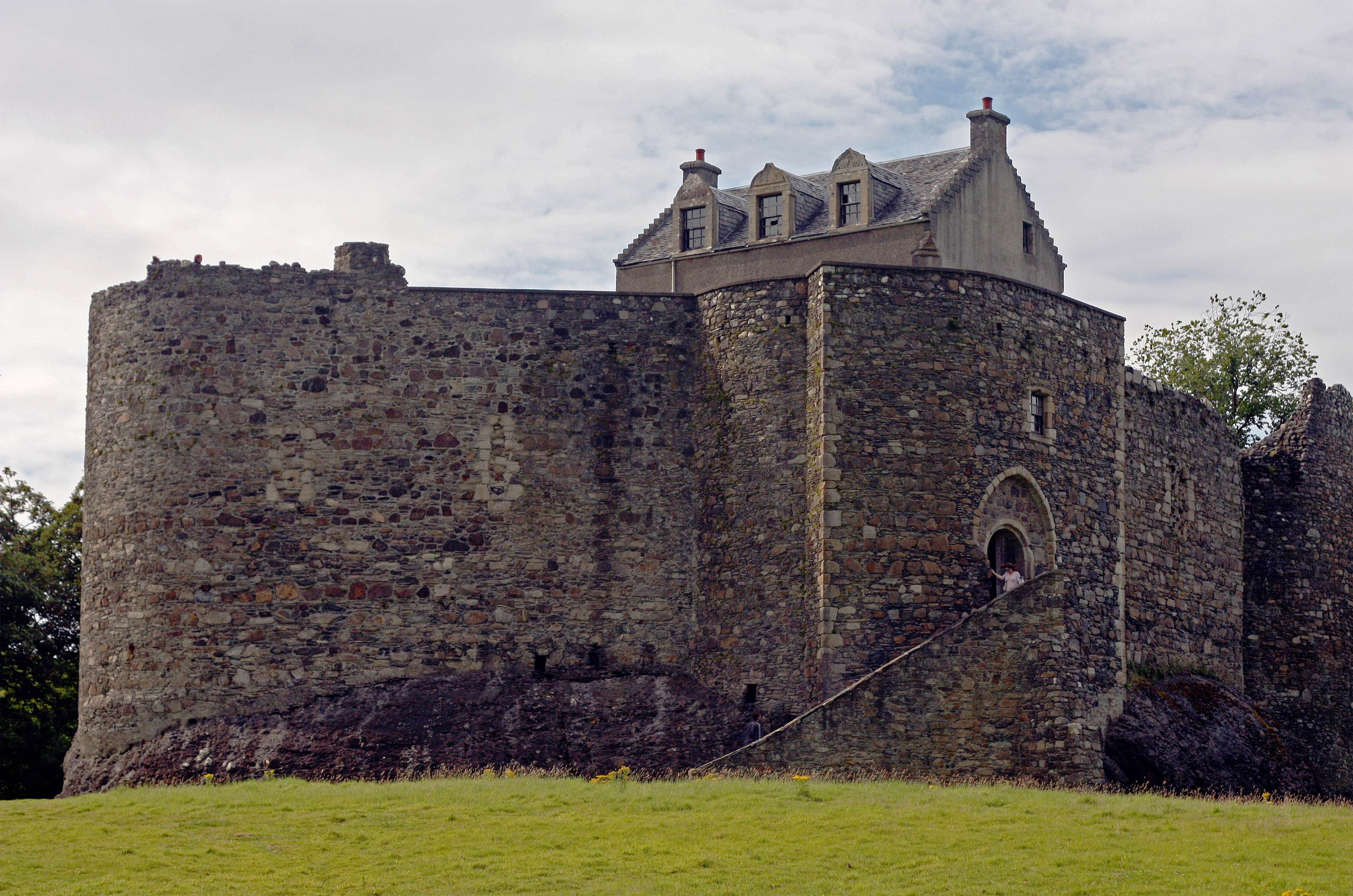
Замок Данстаффнидж, крепость, построенная, удерживаемая и утраченная предшественниками Джона Гальды Макдугалла, по-видимому, была одним из нескольких замков, восстановленных Джоном Гальдой в результате восстановления бывших земель семьи в Лорне

Королевская поддержка и переселение Джона Гальды, по-видимому, были вызваны тем, что Давид II рассматривал его как потенциального союзника против махинаций вышеупомянутого Роберта Стюарта и западных союзников последнего. К концу 1350-х годов Джон Макдональд, один из таких союзников, был не только союзником Эдуарда Баллиола и Эдуарда III, но и союзником по браку с Робертом Стюартом. Что касается Джона Гальды, однако, у него не было никаких связей со Стюардом, и шотландская корона, возможно, поэтому считала Макдугалла надежным средством заполнить вакуум власти на Западе, созданный убийством Ранальда Макруайри (умер в 1346 году). Взаимодействие Джона Макдональда с противниками короля на этом этапе предполагает, что замки, упомянутые в вышеупомянутой королевской хартии Джона Гальды, могли включать островные крепости, указанные в пакте Макдональда-Макдугалла 1354 года. Хотя восстановление Джона Гальды позволило Макдугаллам вновь утвердиться на своих традиционных землях, феноменальная сила, которой обладали их предшественники, так и не была восстановлена. Первоначально в своем пакте с Джоном Макдональдом Джон Гальда называл себя «Аргайллом», возможно, в подражание своим могущественным предшественникам. Впоследствии он использовал стиль «Лорна», по-видимому, принимая ограниченное место своей семьи в обществе.
В 1355 году Джон Гальда заключил военный союз с Гилбертом, лордом Глассари, который враждовал с Кэмпбеллами из Ардскотниша. Возможность того, что отец Джона Кэмпбелла, лорда Ардскотниша, получил в дар бывшие территории Макдугаллов во время правления Роберта I, может объяснить заинтересованность Макдугаллов в споре. К концу 1350-х годов границы земель Макдугаллов и Кэмпбеллов, по-видимому, были мирно урегулированы, и семьи связали себя вместе благодаря браку сына Арчибальда и преемника очевидной родственницы Джона Гальды.

## Отчуждение

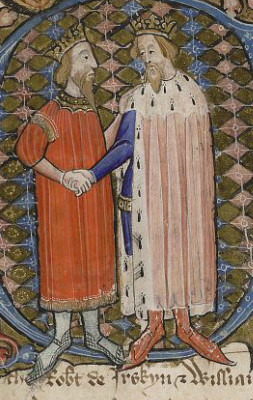
Король Шотландии Давид II Брюс (слева) и король Англии Эдуард III (справа)

Хотя Макдугаллы явно пользовались поддержкой королевства после возвращения Джона Гальды и консолидации основных территорий, к 1360-м годам отношения, похоже, несколько испортились. В отличие от Роберта I, который оказывал личную поддержку своим западным союзникам, Давид II оставил Макдугаллов, чтобы самому разобраться с окружающими Макдональдами. В 1365 году Джон Гальда был одним из пятнадцати магнатов и священнослужителей, призванных шотландской короной для заключения мирного соглашения с англичанами.
В 1366 году парламент Шотландии попытался заняться продолжающейся проблемой широко распространенного насилия в королевстве. Джон Гальда и Джон Макдональд были двумя магнатами, известными тем, что «постоянно отсутствовали». Безусловно, Макдугаллы и Макдональды были давними соперниками, однако отсутствие этих двух мужчин вполне могло быть связано с перспективой вышеупомянутой военной службы или переоценкой их налогов в том же году, поскольку позже было зарегистрировано, что Джон Гальда отказался позволить королевским чиновникам осмотреть его земли Аргайлшире. Джон Гальда снова был вызван в парламент в 1369 году. Как и в случае с вышеупомянутым собранием, насилие и уклонение от уплаты налогов в Хайленде и на островах, по-видимому, были главной целью расследования, и одним из магнатов, избранных для присяги на послушание, был Джон Гальда.

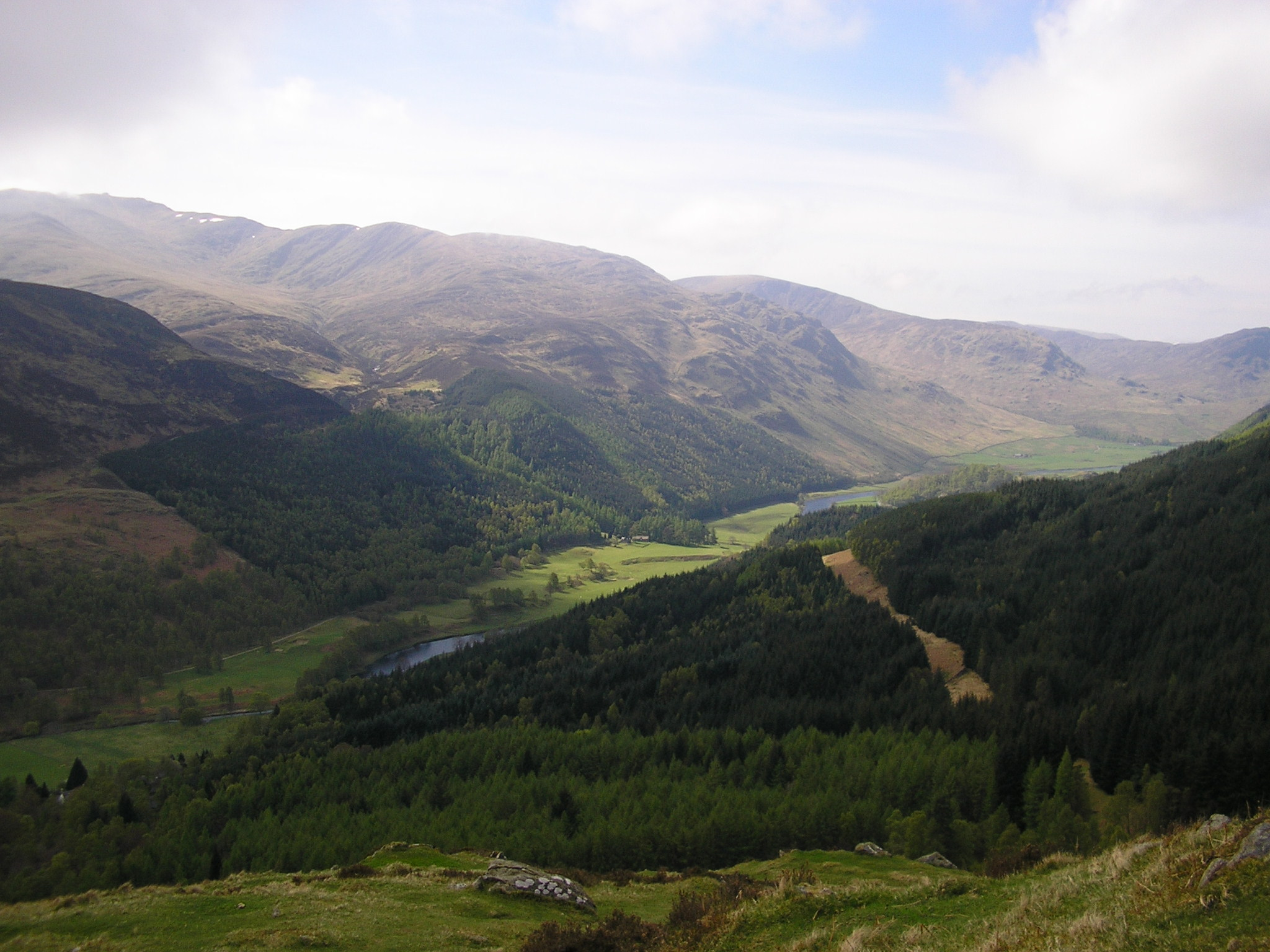
Вид на Глен Лайон, пожалованный Джоу Гальде в 1369 году.

После парламента 1369 года шотландская корона передала обширное владение Глен Лайон Джону Гальде. Эти дары вполне могли быть попыткой шотландской короны вернуть поддержку Джона Гальды в качестве средства противостояния могущественным соседям последнего, Роберту Стюарду, графу Россу и лорду Островов. Примерно в это же время Давид II, похоже, попытался сделать то же самое с вышеупомянутым лордом Лох-О.

## Смерть и потомки
Король Шотландии Давид II скончался в 1371 году. Его преемником стал пятидесятичетырехлетний племянник и стюард Роберт II Стюарт. В одно мгновение союзники и последователи последнего стали «людьми короля»; и хотя эти люди вполне могли рассматривать свое будущее как многообещающее, будущее тех, кто был противником стюарда, могло показаться мрачным по сравнению с ним. Ясно, что тесная связь Джона Гальды с Давидом II и родословная его жены из династии Брюсов мало чем способствовали бы расположению Макдугаллов к недавно вступившему на престол Роберту Стюарту. Неудивительно, что пока Арчибальд Кэмпбелл присутствовал на королевской коронации Роберта II, Джон Гальда отсутствовал. Фактически, Роберт II быстро отобрал земли и должности в Пертшире, которые Джон Галла получил от Давида II, и впоследствии подарил их своим сыновьям. Враждебность, направленная против Макдугаллов Стюартами вполне может быть заметна в резком изображении вышеупомянутого деда Джона Гальды в «Брюсе», эпической поэме, написанной для королевского двора Стюартов Джоном Барбором. Одна из подтем «Брюса» — ожесточенная вражда между Робертом I и Джоном Макдугаллом, мотив, который, кажется, отсылает к непростым отношениям между Робертом II и Джоном Гальдой. Положительные роли предков Джона Макдональда и Арчибальда Кэмпбелла кажутся преувеличенными, и на них большое влияние оказывают политические реалии режима Стюарта конца XIV века.

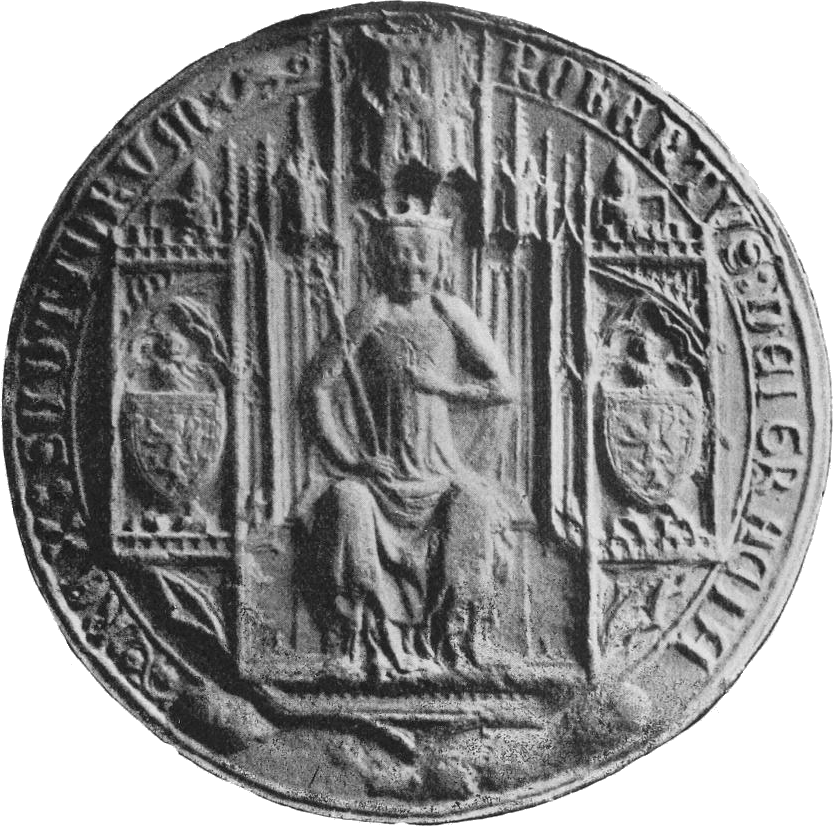
Печать Роберта II Стюарта, короля Шотландии

Джон Гальда скончался между 1371 и 1377 годами. Хотя Макдугаллы явно были не в благосклонности короля, окончательной неудачей семьи была неспособность Джона Гальды произвести законного наследника мужского пола, который унаследовал бы титул лорда. Согласно Gesta Annalia II, у Джона Гальды и Джоанны действительно были сын или сыновья, но они, конечно, никогда не унаследовали своего отца и, очевидно, умерли молодыми. Однако можно сказать наверняка, что у пары было две дочери: Изабель (? — 1439) и Джанет. Изабель вышла замуж за Джона Стюарта из Иннермита (? — 1421), в то время как Джанет вышла замуж за брата Джона Стюарта, Роберта Стюарта из Дурисдира (? — 1403). Братья были Стюартами из Иннермита, боковой линии династии Стюартов, и к 1388 году они предъявили претензии на лордство Лорн через своих жен. В конце концов власть в лордстве перешла к мужу Изабеллы и их потомкам. Согласно Gesta Annalia II, после смерти Джона Гальды Джоанна вышла замуж за Малкольма Флеминга из Биггара, союз, который, кажется, подтверждается папским разрешением, предоставленным в 1377 году. В результате брака дочерей и вдовы Джона Гальды Роберт II наблюдал за нейтрализацией потенциально угрожающих конкурирующих претензий на королевскую престолонаследие.

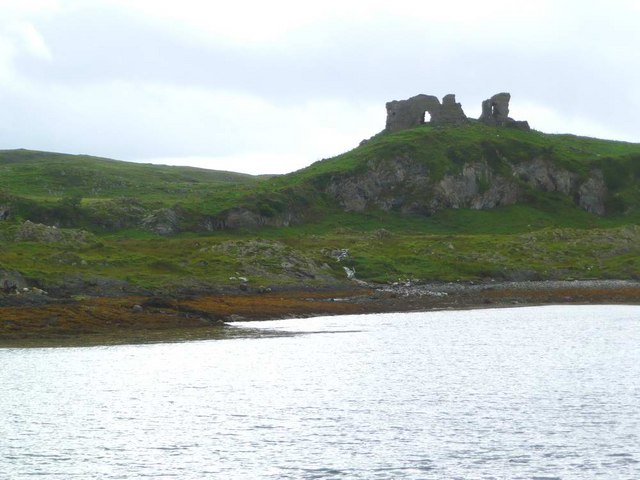
Разрушенный замок Ахандуин на острове Лисмор был построен предшественниками Джона Гальды Макдугаллами. Есть основания подозревать, что он оставался в руках семьи на протяжении всего четырнадцатого века

После кончины Лорна руководство Макдугаллами, похоже, перешло к Аллану Макдугаллу, незаконнорожденному сыну Джона Гальды и предку более поздних Макдугаллов из Данолли. Стюарты из Иннермита были не единственной семьёй, которая претендовала на владения Макдугаллов. Одной из таких семей были Макартур-Кэмпбеллы из Страчура, которые передали свои права на некоторые бывшие территории Макдугаллов в Лорне Дункану, графу Ленноксу (1385—1425), зятю вышеупомянутого лорда Лох-О. Этот грозный пакт Кэмпбелла-Леннокса, вероятно, рассматривался бы как опасная угроза как для Макдугаллов, так и для Стюартов, которые утверждали, что являются законными наследниками Джона Гальда. На пике своего развития коалиция, похоже, включала (сына Роберта II) Роберта Стюарта, графа Файфа и Ментейта (1340—1420), и Александра Макдональда, лорда Лохабера. Однако со временем Стюарты из Иннермита успешно укрепили свой собственный контроль в регионе и, похоже, пришли к соглашению с Алланом, чей внук, Джон Сиар Макдугалл из Данолли, держал значительные владения и должности при новых сюзеренах из клана Стюарт.